# Elisabeth Marmorstein
Ingrid Elisabeth Sophia Lindham Marmorstein, född 26 maj 1972 i Västervik, Kalmar län, är en svensk journalist. Hon är inrikespolitisk kommentator hos SVT sedan 2021, en roll hon delar med Mats Knutson.

## Biografi
Marmorstein föddes 26 maj 1972 i Västervik. Hon studerade från 1989 till 1991 vid Bromma gymnasium. Marmorstein utbildades inom journalistik på Mitthögskolan och tog politices kandidatexamen vid Stockholms universitet. Hon var från maj 2000 till 2013 politikreporter på Aftonbladet och från mars 2013 till december samma år politikreporter på Expressen.
Marmorstein blev 2014 politikreporter på SVT. Hon är sedan 2021 inrikespolitisk kommentator på SVT, en roll hon delar med Mats Knutson.